# Modesto Montoya
Modesto Edilberto Montoya Zavaleta (Salpo, La Libertad, 24 de febrero de 1949) es un investigador peruano y profesor principal en la Facultad de Ciencias de la Universidad Nacional de Ingeniería (UNI). Su tema de investigación se centra en la física nuclear, especialmente en el proceso de fisión nuclear fría y el efecto de la emisión de neutrones sobre las mediciones de distribuciones de masa y energía cinética de los fragmentos de fisión. Ejerce también como divulgador científico, escritor y presentador de televisión.
Es promotor de la ciencia y la tecnología en el Perú y fundador del Centro de Preparación para la Ciencia y Tecnología (CEPRECYT) y del Encuentro Científico Internacional (ECI) que se desarrolla periódicamente en Lima, Perú. Fue presidente de la Sociedad Peruana de Física (1988-1994) y del Instituto Peruano de Energía Nuclear (2001-2006).

## Biografía y educación
Hijo de Álvaro Montoya y Clara Zavaleta, Modesto Montoya nació en Salpo, en el distrito homónimo, provincia de Otuzco en el departamento de La Libertad. A los 3 años, sus padres lo llevaron a Chimbote, un puerto pesquero donde su padre trabajó como ebanista en la empresa siderúrgica Sogesa (hoy SIDERPERU). A los 8 años, regresó con su madre a Salpo, donde terminó sus estudios primarios en la escuela fiscal 255. A los 12 años, regresó a Chimbote donde estudió para ser técnico electricista en el actual Politécnico Nacional del Santa. A los 17 años, fue becado para estudiar en el Politécnico Superior José Pardo. Sin embargo, ingresó a la Facultad de Ciencias Físicas y Matemáticas de la Universidad Nacional de Ingeniería, en donde se graduó en 1974; de ello obtuvo una maestría en Ciencias Físicas en la misma universidad.
En 1975 obtuvo una beca del gobierno francés y la Fundación Ford para estudiar en el Instituto de Física Nuclear de Orsay de la Universidad de París XI.  En 1976 logró que se le concediera  el Diploma de Estudios Especializados en física nuclear y física de partículas. En 1977 se graduó de doctor de tercer ciclo en ambas especialidades.
Luego recibió una beca de la Comisión de Energía Atómica de Francia, con la que estudió en la Universidad de París-Sur. Allí realizó su trabajo sobre fisión fría, con el que logró el doctorado de Estado en Ciencias, el máximo nivel académico en Francia (1981).
Modesto Montoya tiene también un doctorado en la modalidad presencial en Gobierno y Política Publica por la Universidad San Martin de Porres.
Es cónyuge de Véronique Collin, quien dicta clases en el Liceo Francés de Lima.

## Promoción de la ciencia y la tecnología
Montoya ha publicado numerosos artículos en importantes diarios del Perú, tales como El Comercio y La República. Además, es entrevistado regularmente sobre temas de ciencia y tecnología por diarios y revistas.
Como parte de sus actividades de promoción de la ciencia y la tecnología, Montoya fundó en 1992 el Centro de Preparación para la Ciencia y Tecnología (CEPRECYT), y en 1993 el Encuentro Científico Internacional (ECI).
Es profesor en la Facultad de Ciencias de la Universidad Nacional de Ingeniería (UNI).
En el 2010 aceptó el reto de conducir el programa "Umbrales" por TV Perú, en el que visitó los laboratorios de distintos investigadores peruanos. En el 2021 condujo el programa de televisión "La Hora Atómica" También por TV Perú, donde conversaba con especialistas de la ciencia.
El profesor Montoya le da mucha importancia a la difusión científica, para la promoción de la ciencia en el Perú posee un canal en YouTube llamado "Encuentro con la Ciencia" con transmisiones semanales o inter diarias en donde tiene entrevistas a científicos y personalidades de diversos campos, hace comentarios sociales y transmite información sobre cursos.

## Participación política
En mayo de 2021, pasó a formar parte del equipo técnico del partido Perú Libre, que con Pedro Castillo a la cabeza, se hallaba entonces en plena campaña por la segunda vuelta de las elecciones generales de 2021. Junto con él se sumaron en apoyo de Castillo más de 50 miembros de la comunidad científica peruana, entre ellos el matemático Harald Helfgott. Una de sus propuestas fue la creación del Ministerio de Ciencia y Tecnología del Perú.
En agosto de 2021 el ministro de Energía y Minas (MINEM), Iván Merino, designó a Montoya presidente del Instituto Peruano de Energía Nuclear (IPEN). La designación fue oficializada a través de la Resolución Suprema 010-2021-EM. Así mismo, el 9 de septiembre, a través de la Resolución Suprema N° 099-2021-PCM, fue nombrado asesor presidencial en materia científica en el gobierno de Pedro Castillo.

### Ministro del Ambiente

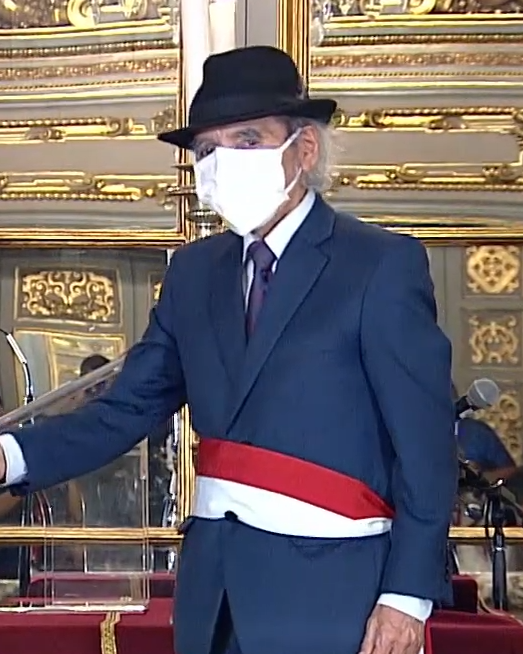
Montoya juramentando como ministro del Ambiente en 2022.

El 8 de febrero del 2022 juramentó como ministro en la cartera del ambiente. Montoya asumió el cargo tras la recomposición del gabinete ministerial anunciada por el presidente Pedro Castillo.

## Publicaciones
Se mencionan algunas de ellas:
- 1993: Tecnología nuclear en el Perú.
- 1994: Origen del universo y altas energías.
- 1995: Los secretos de Huarangal.
- 2000: Apuntes sobre ciencia y tecnología: conceptos, relaciones institucionales y avances mundiales.
- 2006: Optimización del sistema nacional de ciencia y tecnología.
- 2012: Políticas Para Promover La Innovación En El Perú.

## Filmografía
- Umbrales (2010) - conductor[11]
- La Hora Atómica (2021) - conductor[13]
- Encuentro con la Ciencia - conductor[15]

## Controversias
Montoya tuvo declaraciones que fueron interpretadas como discriminatorias hacía los naturales de la ciudad de Chimbote (Áncash), cuando dijo que Pedro Castillo era de más fiar por su procedencia andina cajamarquina, mientras que no lo era alguien que pertenecía a la cultura criolla de Chimbote, como el expresidente Alejandro Toledo.